# بنك كوريا الشمالية المركزي
البنك المركزي لجمهورية كوريا الشعبية الديمقراطية البنك المركزي لكوريا الشمالية . أنشئ في 6 ديسمبر 1947 ، فإنه يصدرالعملة الرسمية ل كوريا الشمالية ( ون ). البنك تابع لمجلس الوزراء في كوريا الشمالية .